# 石碁駅
石碁駅（せっき-えき、せきき-えき）は、中華人民共和国広東省広州市番禺区に位置する広州地下鉄4号線の駅である。

## 駅構造
- 相対式ホーム2面2線の高架駅。ホームドア設置駅。

## 駅周辺
- 広東省女子職業学校

## 歴史
- 2006年12月30日 - 開業。

## ギャラリー

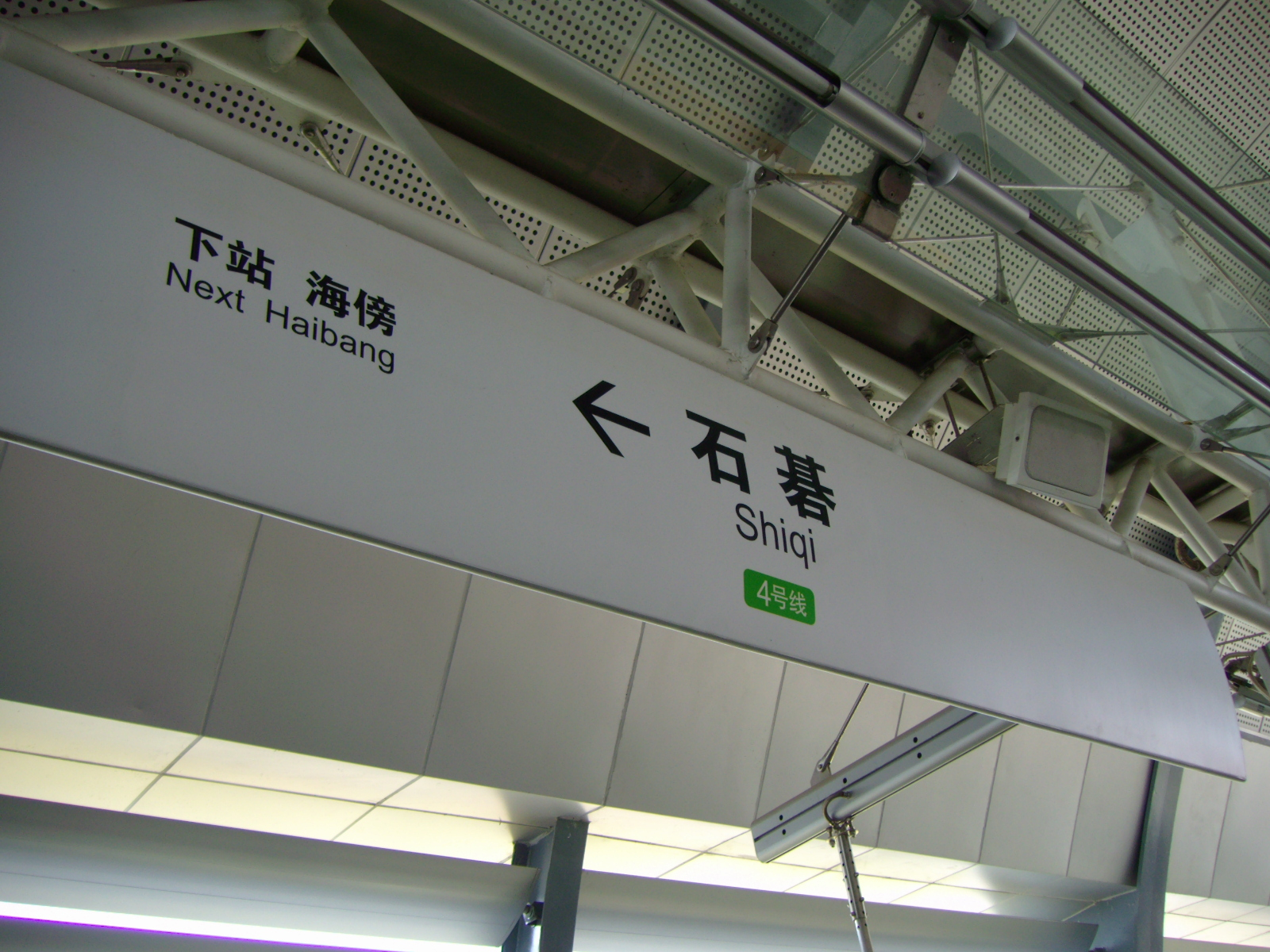
駅名標
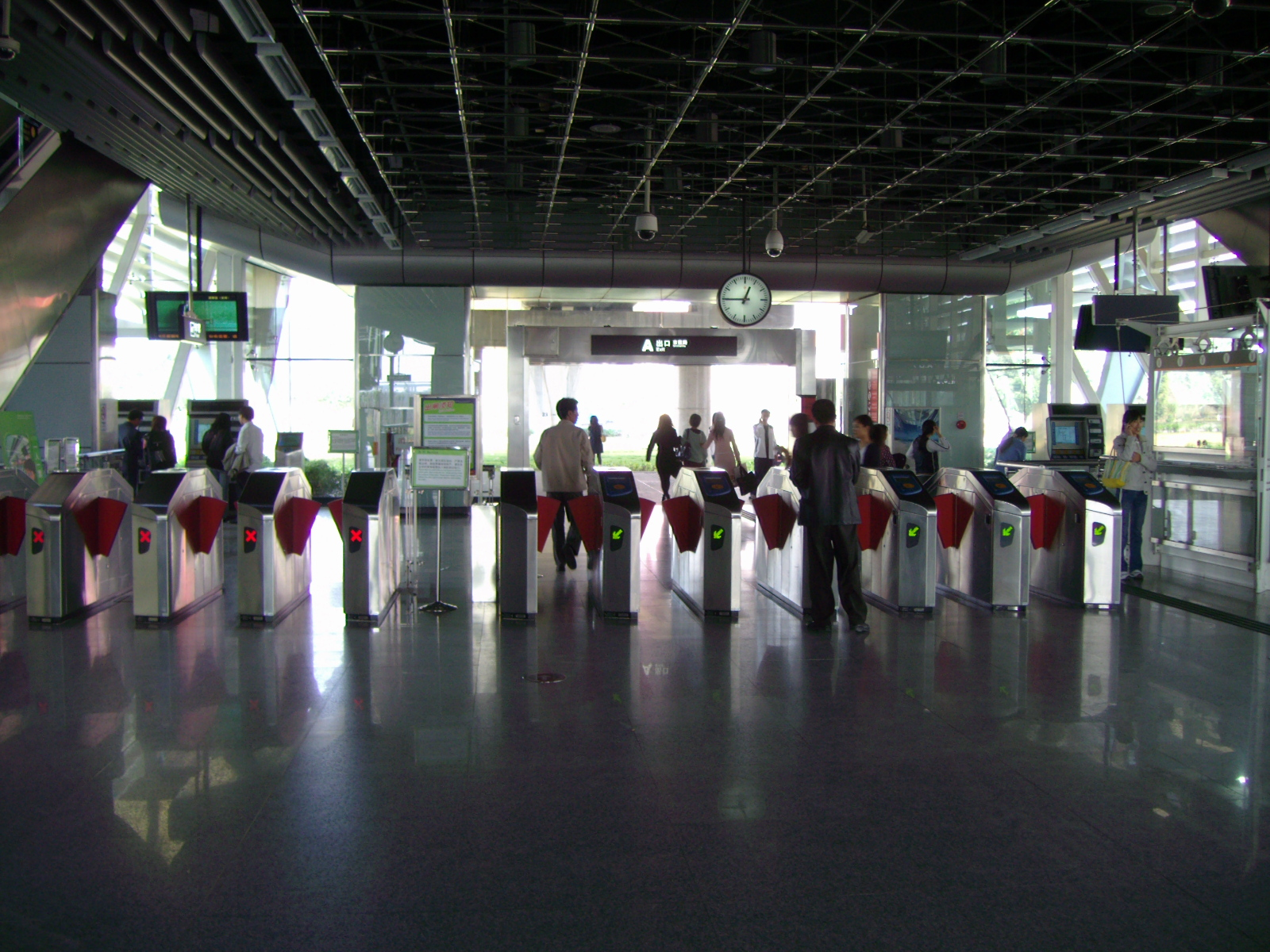
改札口

## 隣の駅
■広州地下鉄4号線
新造駅 - (官橋駅) - 石碁駅 - 海傍駅